# Khadfi Mohammed Rharsalla
Khadfi Mohammed Rharsalla (Oujda, 15 de septiembre de 1993), más conocido como Moha Rharsalla, es un futbolista marroquí que juega de delantero y se encuentra sin equipo tras abandonar el Diósgyőri VTK.

## Trayectoria
En julio de 2016 llegó cedido al Club Gimnàstic de Tarragona por el F. C. Olimpik Donetsk ucraniano.
Tras jugar en el Š. K. Slovan Bratislava de Eslovaquia, en julio de 2021 se marchó a Arabia Saudita. Allí jugó durante un año en el Al-Hazm y el Al-Qadisiyah F. C.
El 25 de agosto de 2022 firmó por el Hassania Agadir de su país. A finales de año regresó al fútbol europeo después de fichar por el Gençlerbirliği S. K. turco.

## Clubes
| Club                            | País           | Año       |
| ------------------------------- | -------------- | --------- |
| C. D. Huétor Tájar              | España         | 2010-2014 |
| F. C. Olimpik Donetsk           | Ucrania        | 2014-2017 |
| Gimnàstic de Tarragona (cedido) | España         | 2016      |
| Š. K. Slovan Bratislava         | Eslovaquia     | 2018-2021 |
| Al-Hazm                         | Arabia Saudita | 2021-2022 |
| Al-Qadisiyah F. C.              | Arabia Saudita | 2022      |
| Hassania Agadir                 | Marruecos      | 2022      |
| Gençlerbirliği S. K.            | Turquía        | 2023      |
| F. C. Košice                    | Eslovaquia     | 2024      |
| Diósgyőri VTK                   | Hungría        | 2024      |

## Palmarés

### Títulos nacionales
| Título                  | Club                    | País       | Año  |
| ----------------------- | ----------------------- | ---------- | ---- |
| Copa de Eslovaquia      | Š. K. Slovan Bratislava | Eslovaquia | 2018 |
| Superliga de Eslovaquia | Š. K. Slovan Bratislava | Eslovaquia | 2019 |
| Superliga de Eslovaquia | Š. K. Slovan Bratislava | Eslovaquia | 2020 |
| Copa de Eslovaquia      | Š. K. Slovan Bratislava | Eslovaquia | 2020 |